# 小鹭鸶草
小鹭鸶草（学名：Chlorophytum minor）是百合科吊兰属的植物。分布于中国大陆的四川、云南、贵州等地，生长于海拔1,300米至3,200米的地区，一般生于林下、草坡和路旁，目前尚未由人工引种栽培。
其种加词“minor”意为“较小的”。